# デジェン・ゲブレメスケル
デジェン・ゲブレメスケル（Dejen Gebremeskel, 1989年11月24日 - ）は、エチオピアの陸上選手。専門は長距離走。2012年ロンドンオリンピック男子5000m銀メダリスト。

## 経歴
2007年のアフリカジュニア選手権の5000mでケニアのマシュー・キソリオに続いて銀メダルを獲得。2008年には世界ジュニア選手権5000mで3位に入り銅メダルを獲得した。同年11月には国際千葉駅伝に出場し3区区間賞を獲得している。2011年、韓国の大邱で開催された世界選手権の5000mにエチオピア代表として出場。4位でゴールしたが3位のイマネ・メルガがレース後に失格となったため、繰り上がって銅メダルを獲得した。
2012年7月、パリで行われたダイヤモンドリーグ・ミーティングアレヴァ5000mで世界歴代5位となる12分46秒81をマーク、この記録は同年の男子5000m世界ランキング1位となった。同年8月、有力候補として臨んだロンドンオリンピックの5000mではモハメド・ファラーに敗れたものの銀メダルを獲得した。
2013年6月にスウェーデン・ソレンツナで行われた競技会で10000mに初挑戦し、シーズン世界最高記録となる26分51秒02を記録した。有力候補として臨んだモスクワの世界選手権・10000mは16位に終わった。

## 自己記録
- 5000m - 12分46秒81（2012年7月）
- 10000m - 26分51秒02（2013年6月)